# Pfarrkirche Großwetzdorf

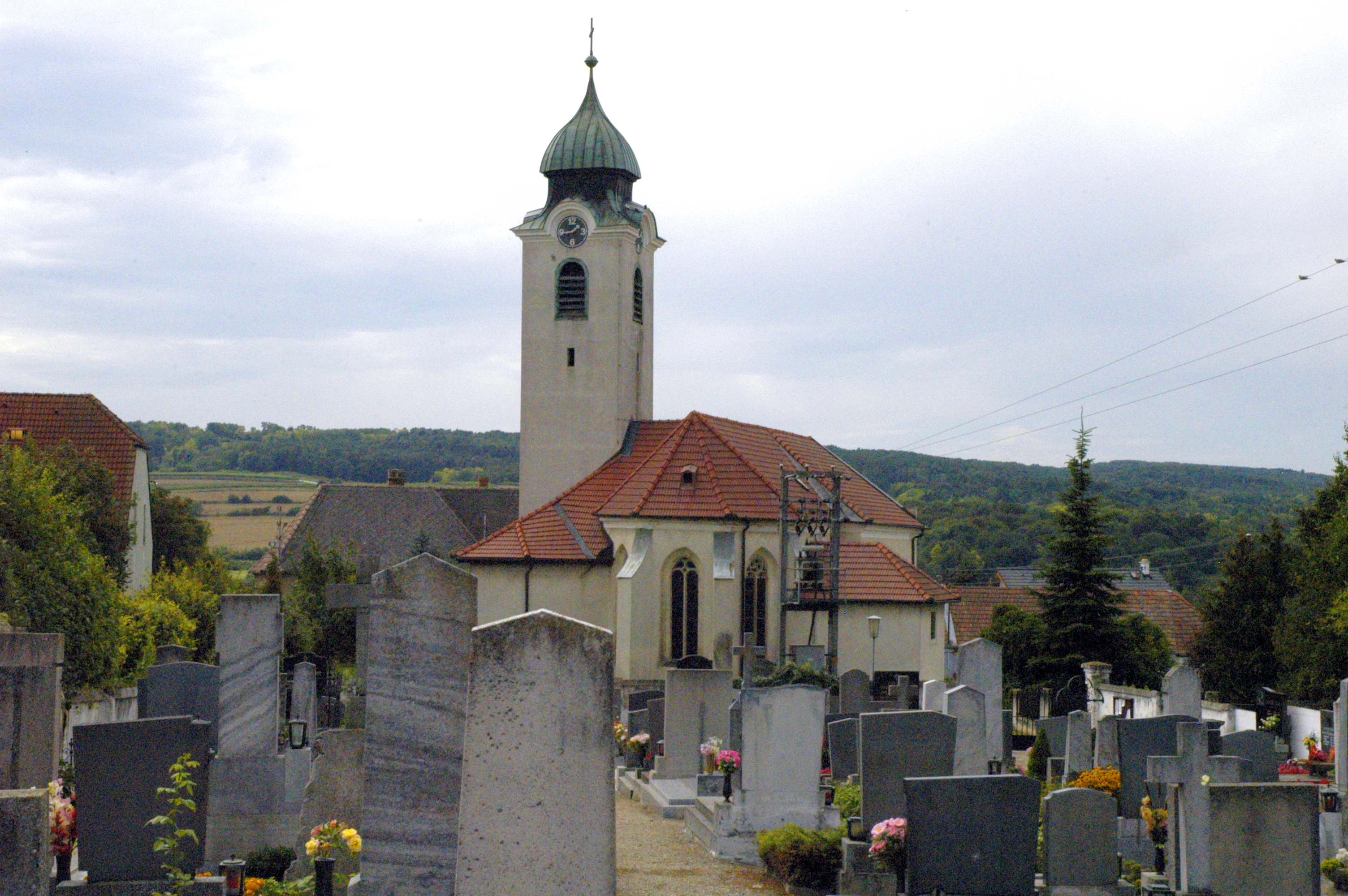
Katholische Pfarrkirche hl. Thomas in Großwetzdorf

Die römisch-katholische Pfarrkirche Großwetzdorf steht in der Ortschaft Großwetzdorf in der Gemeinde Heldenberg im Bezirk Hollabrunn in Niederösterreich. Die dem Patrozinium hl. Thomas unterstellte Pfarrkirche gehört zum Dekanat Großweikersdorf im Vikariat Unter dem Manhartsberg der Erzdiözese Wien. Die Kirche steht unter Denkmalschutz (Listeneintrag).

## Geschichte
1783 wurde die Pfarre gegründet.

## Architektur
Die im Kern gotische und barockisierte Saalkirche mit einem spätgotischen Chor hat einen Südturm.
Das Kirchenäußere zeigt ein schlichtes barockisiertes Langhaus mit Halbkreisfenstern aus dem 17. Jahrhundert, die Westfront zeigt die Nischenfiguren der Heiligen Antonius von Padua und Florian aus der ersten Hälfte des 18. Jahrhunderts, das Sockelprofil zeigt den gotischen Baukern. Der eingezogene Chor zwischen seitlichen Sakristei- und Oratoriumsanbauten hat ein Polygon mit Strebepfeilern und zweibahnige Maßwerkfenster. Im südlichen Chorwinkel steht der massive im Kern gotische Turm mit einem barocken Aufsatz mit Uhrengiebeln und einem Glockenhelm.
Das Kircheninnere zeigt ein zweijochiges Langhaus unter Kreuzgratgewölben über angeputzten Gurt- und Schildbögen auf Wandpfeilervorlagen. Die Orgelempore steht auf Gußeisensäulchen aus der zweiten Hälfte des 19. Jahrhunderts. Der eingezogene gotische Triumphbogen ist spitzbogig. Der einjochige Chor mit einem Fünfachtelschluss hat ein spätgotisches Netzrippengewölbe auf Konsolen und Abfasungen, der Wappenschlussstein nennt 1519, ein verstäbtes und profiliertes Schulterbogenportal führt zum Turmerdgeschoß mit einem Kreuzgratgewölbe mit Stuckzier aus dem 17. Jahrhundert.
Die Glasmalereien im Langhaus entstanden um 1900, die Darstellungen der Evangelisten und des Ungläubigen Thomas im Chor schuf Hans Andre um 1950.

## Ausstattung
Der Hochaltar um 1720/1740 hat eine freistehende Mensa mit einem Tabernakelaufbau. Die Seitenaltäre um 1700 als Säulenretabel mit Sprenggiebelköpfen zeigen Altarbilder, links Anbetung der Eucharistie, rechts Vision des hl. Antonius von Padua.
Das Bild Unterricht Mariä um die Mitte des 18. Jahrhunderts wurde der Schule von Paul Troger zugeschrieben.
Die neugotische Orgel mit 12 Registern baute Franz Wilhelm Sonreck 1859.